# Peter Mensch
Peter Mensch (New York, 28 marzo 1953) è un manager statunitense che si occupa di musica.
Risiede a Manhattan.
Mensch intraprese la propria carriera nel mondo della musica all'età di 26 anni. Nel 1982 fondò la compagnia Q Prime insieme al collega Cliff Burnstein. I Loro primi clienti furono i Def Leppard. Negli anni la Q Prime ha curato gli interessi di numerosi artisti di successo come AC/DC, Metallica, Red Hot Chili Peppers, Muse, Tesla, Queensrÿche, Smashing Pumpkins,  Hole, Snow Patrol e Jimmy Page. Il Financial Times ha definito la Q Prime come "una delle più ammirate aziende musicali".

## Biografia
Peter David Mensch è nato a New York, maggiore dei tre figli di Martin, un avvocato, e Jean Mensch, un'insegnante. La sua famiglia è di origine ebrea.
Sua sorella, Barbara Sena Mensch, era l'ostaggio più giovane durante i dirottamenti di Dawson's Field avvenuti il 6 settembre 1970. Mensch si è laureato alla Scardsdale High School nel 1971. Ha studiato presso la Brandeis University e lavorato come direttore artistico della radio universitaria, dove ha incontrato per la prima volta Cliff Burnstein. Successivamente ha conseguito un master in marketing presso l'Università di Chicago.
È apparso nei videoclip dei brani Rock of Ages e Stand Up (Kick Love into Motion) dei Def Leppard.